# Niederurff
Niederurff ist ein Ortsteil der Gemeinde Bad Zwesten im nordhessischen Schwalm-Eder-Kreis. Der etwa 400 Einwohner zählende Ort wird von der Urff durchflossen, die etwa einen Kilometer östlich am Fuß des Berges Altenburg in die Schwalm mündet.

## Geschichte

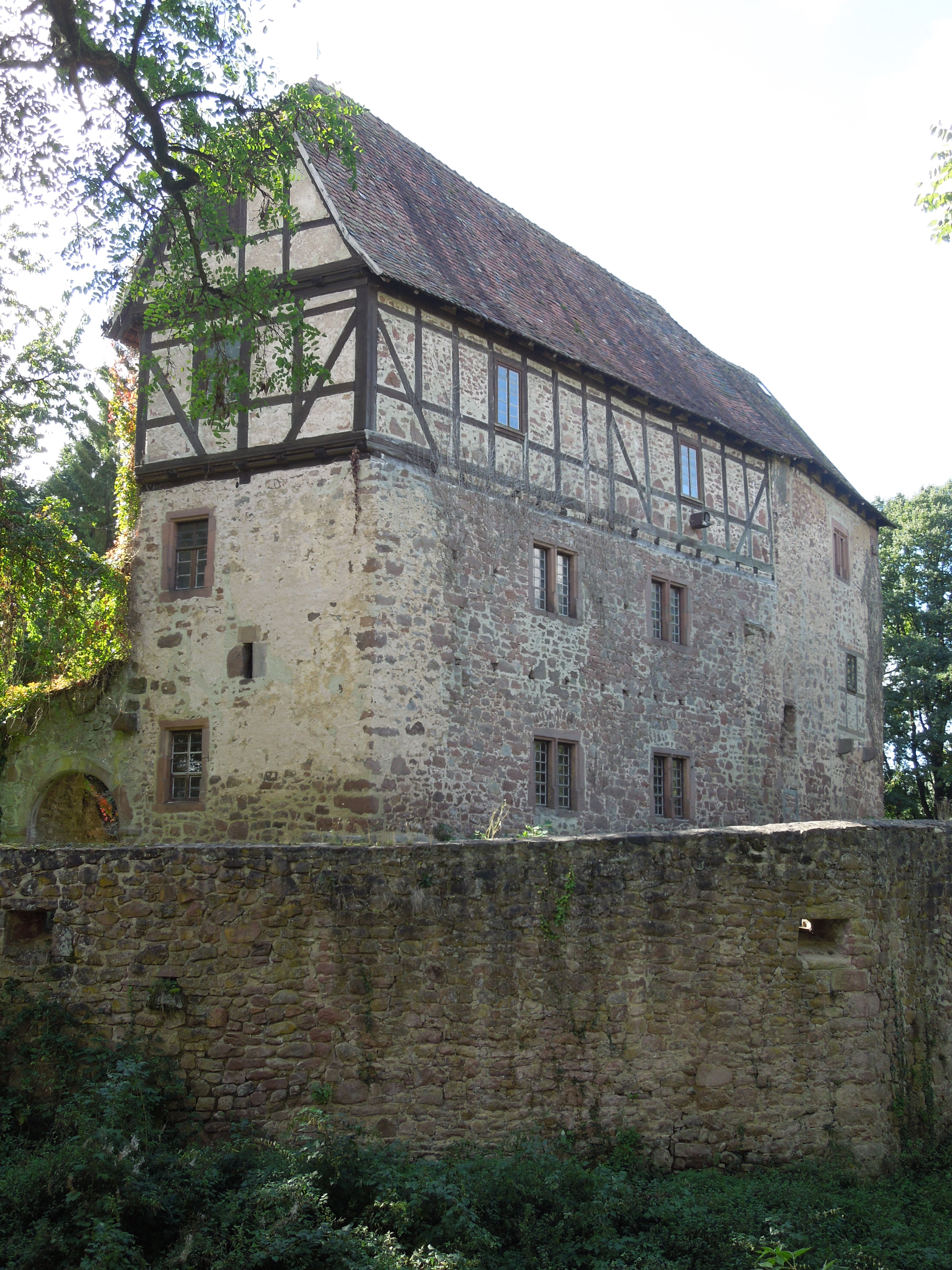
Palas der Burg Niederurff

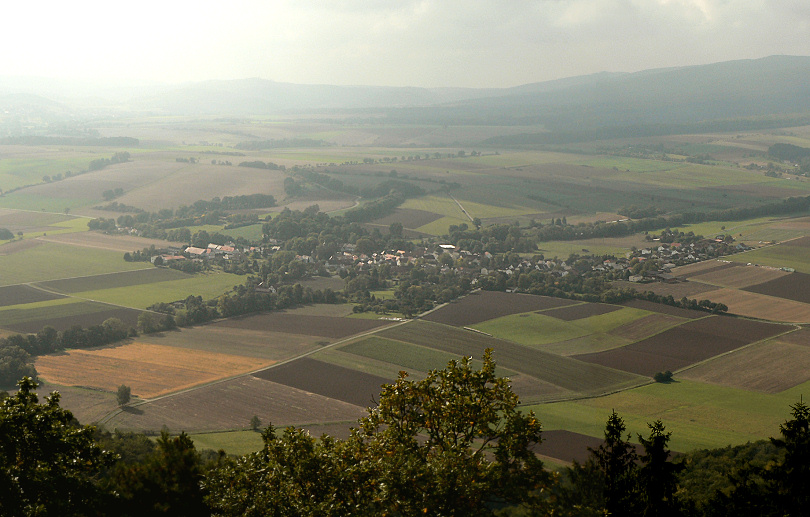
Niederurff, Blick von der Altenburg

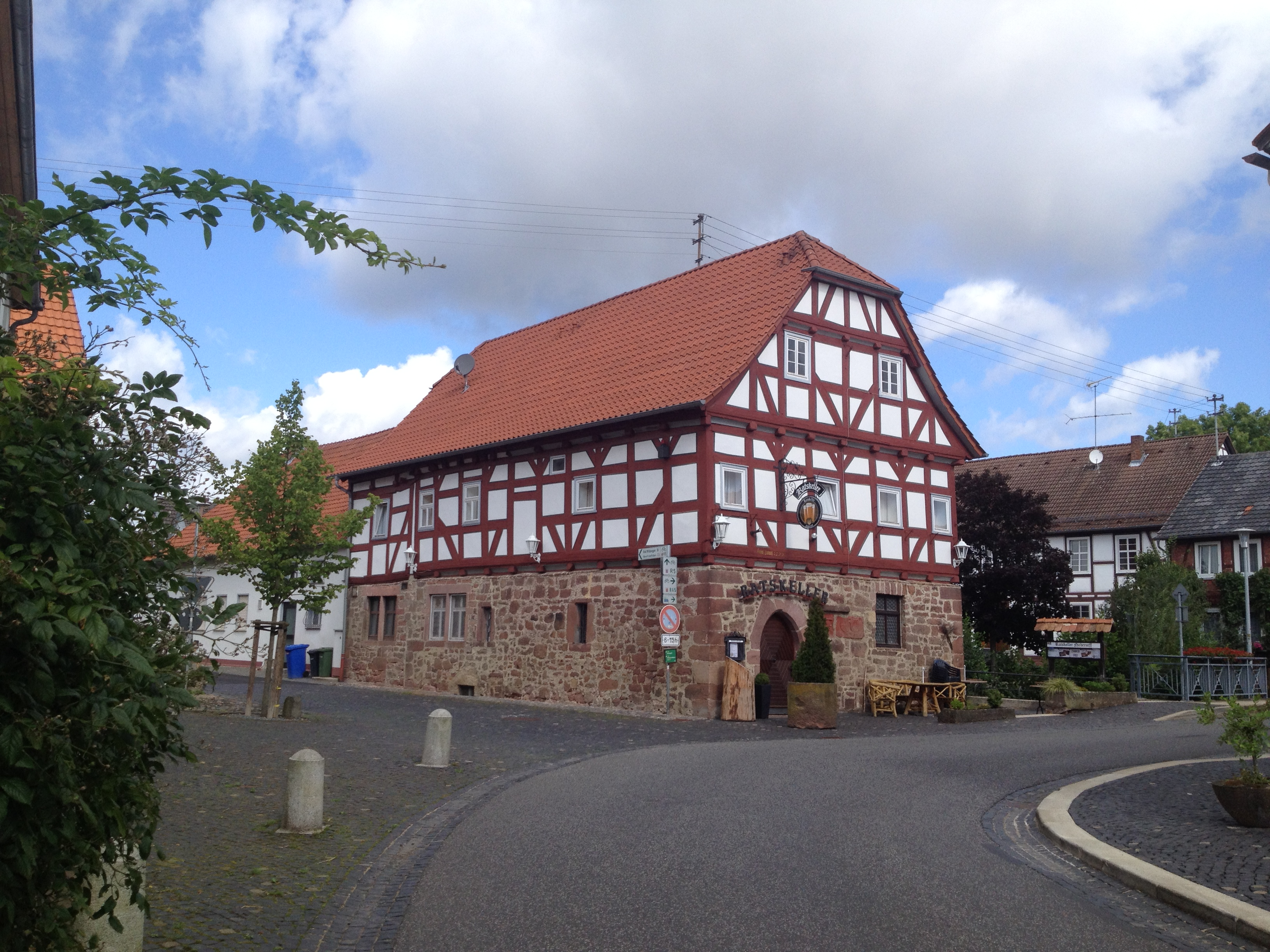
Gasthaus und Hotel „Ratskeller“

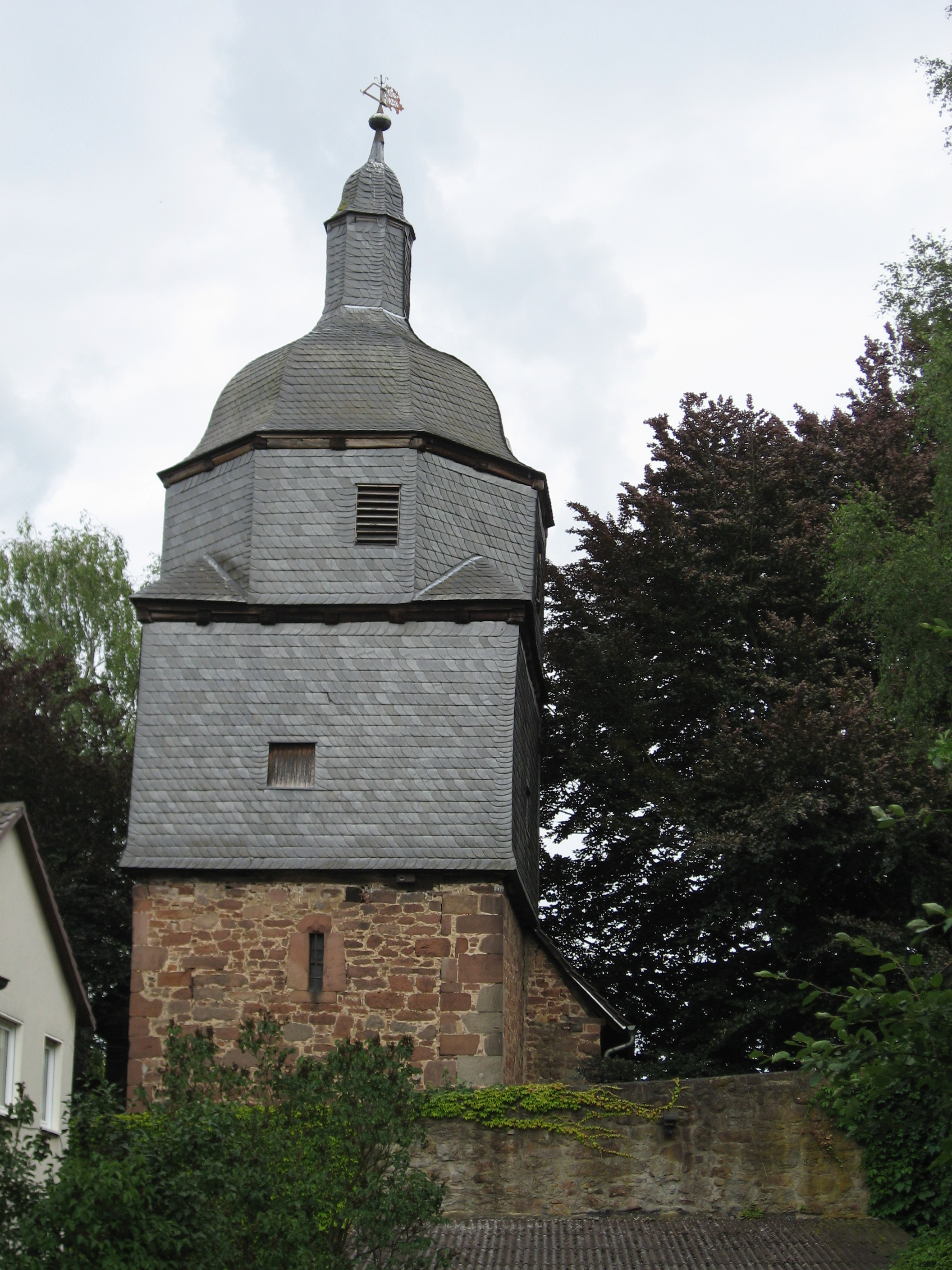
Ev. Dorfkirche

In einer im Jahr 1085 ausgestellten Urkunde wird eine Kirche in Urff als Sitz eines Erzpriesters genannt. Aus dem Jahr 1425 ist bezeugt, dass mit der Kirche von Niederurff ein Dekanat verbunden war, zu dem die Kirchen in Jesberg, Waltersbrück, Zwesten und Gerhardshausen gehörten. Der Ort Niederurff wurde 1285 erstmals explizit als Urf inferior erwähnt; die zugehörige Burg Niederurff der Herren von Urff wurde bereits 1272 erstmals genannt. Im Jahr 1509 wurde der Ort als Besitz der Familie von Löwenstein in einer Fehde mit dem Grafen Heinrich VIII. von Waldeck zerstört. 1596 gelangte Niederurff in den Besitz der Landgrafschaft Hessen, die dem Ort das Marktrecht nahm. Im Dreißigjährigen Krieg wurde das Dorf von Truppen des kaiserlichen Generals von Bönninghausen niedergebrannt.
Im Zuge der Gebietsreform in Hessen verlor Niederurff zum 31. Dezember 1971 seine Selbständigkeit und ließ sich freiwillig nach Zwesten (heute Bad Zwesten) eingemeindet. Für Niederurff wurde, wie für alle durch die Gebietsreform eingegliederten Ortsteile, ein Ortsbezirk mit Ortsbeirat und Ortsvorsteher eingerichtet.

## Bevölkerung
Einwohnerstruktur 2011
Nach den Erhebungen des Zensus 2011 lebten am Stichtag, dem 9. Mai 2011, in Niederurff 387 Einwohner. Darunter waren 6 (1,6 %) Ausländer.
Nach dem Lebensalter waren 66 Einwohner unter 18 Jahren, 147 zwischen 18 und 49, 96 zwischen 50 und 64 und 78 Einwohner waren älter. Die Einwohner lebten in 168 Haushalten. Davon waren 42 Singlehaushalte, 45 Paare ohne Kinder und 54 Paare mit Kindern, sowie 21 Alleinerziehende und 3 Wohngemeinschaften. In 24 Haushalten lebten ausschließlich Senioren und in 111 Haushaltungen lebten keine Senioren.
Einwohnerentwicklung
| Quelle: Historisches Ortslexikon |                 |
| • 1575/85:                       | 121 Hausgesesse |
| • 1724:                          | 156 Personen.   |
| • 1742:                          | 15 Häuser       |
| • 1747:                          | 15 Hausgesesse  |

| Niederurff: Einwohnerzahlen von 1834 bis 2021 | Niederurff: Einwohnerzahlen von 1834 bis 2021 | Niederurff: Einwohnerzahlen von 1834 bis 2021 | Niederurff: Einwohnerzahlen von 1834 bis 2021 | Niederurff: Einwohnerzahlen von 1834 bis 2021 |
| --- | --------------------------------------------- | --------------------------------------------- | --------------------------------------------- | --------------------------------------------- |
| Jahr |                                               |                                               |                                               | Einwohner                                     |
| 1834 | 1834                                          |                                               | 875                                           | 875                                           |
| 1840 | 1840                                          |                                               | 979                                           | 979                                           |
| 1846 | 1846                                          |                                               | 824                                           | 824                                           |
| 1852 | 1852                                          |                                               | 817                                           | 817                                           |
| 1858 | 1858                                          |                                               | 660                                           | 660                                           |
| 1864 | 1864                                          |                                               | 618                                           | 618                                           |
| 1871 | 1871                                          |                                               | 552                                           | 552                                           |
| 1875 | 1875                                          |                                               | 540                                           | 540                                           |
| 1885 | 1885                                          |                                               | 569                                           | 569                                           |
| 1895 | 1895                                          |                                               | 546                                           | 546                                           |
| 1905 | 1905                                          |                                               | 533                                           | 533                                           |
| 1910 | 1910                                          |                                               | 485                                           | 485                                           |
| 1925 | 1925                                          |                                               | 489                                           | 489                                           |
| 1939 | 1939                                          |                                               | 412                                           | 412                                           |
| 1946 | 1946                                          |                                               | 739                                           | 739                                           |
| 1950 | 1950                                          |                                               | 682                                           | 682                                           |
| 1956 | 1956                                          |                                               | 520                                           | 520                                           |
| 1961 | 1961                                          |                                               | 473                                           | 473                                           |
| 1967 | 1967                                          |                                               | 461                                           | 461                                           |
| 1980 | 1980                                          |                                               | ?                                             | ?                                             |
| 1990 | 1990                                          |                                               | ?                                             | ?                                             |
| 2000 | 2000                                          |                                               | ?                                             | ?                                             |
| 2011 | 2011                                          |                                               | 397                                           | 397                                           |
| 2021 | 2021                                          |                                               | 382                                           | 382                                           |
| Datenquelle: Historisches Gemeindeverzeichnis für Hessen: Die Bevölkerung der Gemeinden 1834 bis 1967. Wiesbaden: Hessisches Statistisches Landesamt, 1968. Weitere Quellen: LAGIS; Gemeinde Bad Zwesten, Zensus 2011 |                                               |                                               |                                               |                                               |

Historische Religionszugehörigkeit
| Quelle: Historisches Ortslexikon |                                                                                  |
| • 1861:                          | 577 evangelisch-reformierte, 49 jüdische Einwohner                               |
| • 1885:                          | 502 evangelische (= 91,27 %), ein katholischer, 47 jüdische (= 8,55 %) Einwohner |
| • 1961:                          | 445 evangelische (= 94,08 %), 26 katholische (= 5,50 %) Einwohner                |

Historische Erwerbstätigkeit
| • 1961 | Erwerbspersonen: 135 Land- und Forstwirtschaft, 78 Produzierendes Gewerbe, 19 Handel und Verkehr, 19 Dienstleistungen |

## Politik
Für Niederurff besteht ein Ortsbezirk (Gebiete der ehemaligen Gemeinde Niederurff) mit Ortsbeirat und Ortsvorsteher nach der Hessischen Gemeindeordnung. Der Ortsbeirat besteht aus sieben Mitgliedern.
Bei den Kommunalwahlen in Hessen 2021 betrug die Wahlbeteiligung zum Ortsbeirat Niederurff 73,83 %. Alle Kandidaten gehörten der „Gemeinsamen Liste Niederurff“ an. Der Ortsbeirat wählte Christian Gellert zum Ortsvorsteher.

## Sonstiges
Nordöstlich noch zum Teil auf Niederurffer Gemarkung auf dem 433 m hohen Berg Altenburg liegen die Überreste der eisenzeitlichen Ringwallanlage Altenburg (auch „Altenburg bei Römersberg“ genannt).

## Söhne und Töchter
- Georg Ludwig von Urff (1698–1760), landgräflich hessen-kasseler Generalleutnant
- Freda Ehmann (1839–1932), deutsch-amerikanische Unternehmerin
- Friedrich Bachmann (1884–1961), preußischer Regierungspräsident und Landrat
- Wolfgang Kraushaar (* 1948), Politikwissenschaftler
- Elmar Kraushaar (* 1950), Journalist und Schriftsteller